# 隐山 (湘潭)
隐山，又名龙山、龙王山，海拔437米，位于湖南省湘潭县黄荆坪。山虽不高，但却是一座蕴含历史文化的名山。

## 名称来历
隐山名称的来由有如下一些说法：一说因宋代文学家周敦颐曾在此隐居讲学。一说则来自于一个禅宗故事：曹洞宗创始人洞山良价与他的师兄神山僧密在潭州云游，发现了一条漂着菜叶的山涧，便随山涧深入到山中，最终寻到了一位隐僧，隐僧因为自己被发现而烧掉了原来的庵房，隐入山中更深处，而被称为龙山和尚或隐山和尚。另外明朝正德皇帝南游至此，惊叹于隐匿山中的佛寺盛景，而题下了“天下隐山”的匾额。

## 历史名人

### 周敦颐
北宋理学开创者、文学家周敦颐曾在隐山隐居讲学，传说周敦颐在此领悟了阴阳八卦太极之理。隐山并有纪念《爱莲说》的莲花池，“出淤泥而不染，濯清莲而不妖”被后人视为湖湘文化的重要品质。

### 胡安国胡宏父子
胡安国从福建迁至隐山，并开办碧泉书院，开创了湖湘学派。胡安国死后即葬于隐山，后胡宏与其父合墓。

### 周小舟
曾任湖南省委第一书记的周小舟出生在隐山东麓狮龙桥边。

## 名胜古迹
隐山的古迹被概括为一寺、一墓、两祠、两树、四池、八桥。
一寺即慈云禅寺，又叫龙王寺。毁于文革时期。
一墓即北宋理学家、文学家胡安国（文定公）及其儿子胡宏的合墓。墓始筑于南宋绍兴八年（公元1138年）4月，后几经毁修。1981年，胡氏后裔重修，题墓名为“始祖胡公文定老大人、胡母刘氏老孺人之墓，二世祖五峰公附墓”。墓长7米，宽9米，现为湘潭县级文物保护单位。
二祠一为濂溪祠，为后人纪念号濂溪的周敦颐所建。濂溪祠门联为“道承孔孟；学启程朱”，彰显了后人对周敦颐学术地位的评价。另一祠是三贤祠，为纪念胡文定公父子及常来此的张南轩而立。
二树为濂溪祠前的垂丝柏树及银杏树，据传为周敦颐亲手所植。
四池即莲花池、洗笔池、化砚池、雷池。传说是周敦颐植莲、洗笔、化墨之处。
八桥为隐水桥、流叶桥、通箭桥、珂里桥、栗林桥、狮龙桥、神仙桥、龙王桥。